# Międzynarodowy Festiwal Filmowy w Sztokholmie
Międzynarodowy Festiwal Filmowy w Sztokholmie (szw.: Stockholms internationella filmfestival) – festiwal filmowy odbywający się w Sztokholmie w Szwecji od 1990 roku.
Ostatnia edycja festiwalu odbyła się w dniach 9-20 listopada 2011 roku.